# 阿布杜拉提甫
阿布杜·拉提甫（Abd al-Latif Anak Khan，1605年—1631年），叶尔羌汗国阿黑麻汗的儿子，为喀什噶尔总督。阿黑麻汗在1619年打猎的时候，被维吾尔埃米尔杀害。埃米尔们在叶尔羌拥立他堂弟忽来失速檀为新的君主。阿布杜拉提甫在喀什噶尔为汗，进军叶尔羌，叛军被击溃，杀死忽来失速檀。黑山派沙迪和卓完全控制了汗国。他在位12年，26岁去世，埃米尔们拥立他的侄子阿克苏总督速檀阿黑麻为汗。
| 前任： 忽来失速檀 | 叶尔羌汗国君主 1619年—1631年 | 繼任： 速檀阿黑麻 |